# 宝ケ丘町
宝ケ丘町（たからがおかちょう）は、愛知県瀬戸市山口連区の町名。丁番を持たない単独町名である。

## 地理
- 瀬戸市の南部に位置する[8]。西を八幡台、北を萩山台・萩殿町・川合町、東を若宮町、南をせいれい町・八幡町と隣接している[8]。
- 国道沿いの住宅地域[8]。西方の菱野団地に続く国道西側の住宅地化が著しい[8]。
- 国道の東側は旧赤津村に続く丘陵地帯で、窯業原料採土場が見られるが、大部分は山林である[8]。

### 河川
- 八幡川（矢田川（山口川）支流） ： 町の北部から西部にかけて南流している。
- 北山川（八幡川支流） ： 町の南部を南流している。

- 八幡川（宝ケ丘町内）
- 北山川（宝ケ丘町内）

### 学区
市立小・中学校に通う場合、学区は以下の通りとなる。また、公立高等学校普通科に通う場合の学区は以下の通りとなる。
| 番・番地等 | 小学校               | 中学校             | 高等学校 |
| ---------- | -------------------- | ------------------ | -------- |
| 全域       | 瀬戸市立幡山東小学校 | 瀬戸市立幡山中学校 | 尾張学区 |

なお、町内全域において、特定区域における校区外通学が認められており、申請をすれば瀬戸市立八幡小学校、瀬戸市立光陵中学校への進学も可能である。

## 歴史

### 町名の由来
戦後、山口字北山にバス停を設置するにあたり、宝屋という食堂の前にできることとなったので「宝ヶ丘」と名付けられ、町名設定のときにそのバス停名を町名にしたとされる。

### 沿革
- 1981年（昭和56年）3月31日 - 瀬戸市大字山口字大坂・北山の各一部により、同市宝ケ丘町として成立[2]。
- 1982年（昭和57年）3月1日 - 町域の一部をせいれい町に編入[13]。

## 世帯数と人口
2024年（令和6年）2月1日現在の世帯数と人口は以下の通りである。
| 町丁     | 世帯数  | 人口  |
| -------- | ------- | ----- |
| 宝ケ丘町 | 268世帯 | 578人 |

### 人口の変遷
国勢調査による人口の推移
| 1995年（平成7年）  | 561人 | [ 14 ] |  |
| 2000年（平成12年） | 576人 | [ 15 ] |  |
| 2005年（平成17年） | 547人 | [ 16 ] |  |
| 2010年（平成22年） | 587人 | [ 17 ] |  |
| 2015年（平成27年） | 573人 | [ 18 ] |  |
| 2020年（令和2年）  | 590人 | [ 19 ] |  |

### 世帯数の変遷
国勢調査による世帯数の推移。
| 1995年（平成7年）  | 173世帯 | [ 14 ] |  |
| 2000年（平成12年） | 184世帯 | [ 15 ] |  |
| 2005年（平成17年） | 177世帯 | [ 16 ] |  |
| 2010年（平成22年） | 218世帯 | [ 17 ] |  |
| 2015年（平成27年） | 224世帯 | [ 18 ] |  |
| 2020年（令和2年）  | 232世帯 | [ 19 ] |  |

## 交通

### 鉄道
町内に鉄道は走っていない。最寄り駅は愛知環状鉄道・愛知環状鉄道線山口駅になる。

### バス
瀬戸市コミュニティバス「上之山線」
- 瀬戸駅前 - 宝ヶ丘町 - 山口駅 - サンヒル上之山 - 八草駅 系統 ： 宝ヶ丘町バス停

- 宝ヶ丘町バス停

### 道路
- 国道155号[8]・国道248号（重複区間） ： 町の北西部を南北に通っている。

- 国道155号・248号標識（宝ケ丘町内）

## 施設
- 八幡池魚つり場 ： 市営の釣り堀。入場無料。駐車場あり[20]。八幡池は江戸期の雨池で、卯新田などの用水に利用されていた[21]。
- 宝ヶ丘町ちびっこ広場 ： 町の北西部にある公園。ブランコ・すべり台・鉄棒がある。

- 八幡池魚つり場
- 宝ヶ丘町ちびっこ広場

## その他
町名は「宝ケ丘町」と大文字のケであるが、バス停名など「宝ヶ丘町」と小文字のヶもよく使われる。瀬戸市ホームページにも「宝ヶ丘町」という表記がある。

### 日本郵便
- 郵便番号 : 489-0896[6]（集配局：瀬戸郵便局[22]）。